# 黑话
黑話，或隐语，本指舊時江湖幫會人物的暗語、暗號，對一般人來說，往往見於小說，後指流行於某一特殊行業中，非局外人所能了解的語言